# Sør-Fron
Gmina Sør-Fron (norw. Sør-Fron kommune) – norweska gmina leżąca w regionie Oppland. Jej siedzibą jest miasto Sør-fron.
Sør-Fron jest 148. norweską gminą pod względem powierzchni.

## Demografia
Według danych z roku 2005 gminę zamieszkuje 3271 osób. Gęstość zaludnienia wynosi 4,46 os./km². Pod względem zaludnienia Sør-Fron zajmuje 259. miejsce wśród norweskich gmin.
| ludność stan na 1 stycznia 2005 |         |           |       |
|                                 | kobiety | mężczyźni | razem |
| osób                            | 1639    | 1632      | 3271  |
| %                               | 50,11%  | 49,89%    | 100%  |

| wykształcenie stan na 1 października 2004 |        |         |        |        |
|                                           | podst. | średnie | wyższe | niezn. |
| osób                                      | 705    | 1585    | 327    | 30     |
| %                                         | 26,63% | 59,88%  | 12,35% | 1,13%  |

## Edukacja
Według danych z 1 października 2004:
- liczba szkół podstawowych (norw. grunnskolar): 4
- liczba uczniów szkół podst.: 417

## Władze gminy
Według danych na rok 2011 administratorem gminy (norw. rådmann) jest Jan Reinert Rasmussen, natomiast burmistrzem (norw. ordfører, d. borgermester) jest Aksel Eng.